# Rivière du Loup Ouest (Lac-Ashuapmushuan)
Pour les articles homonymes, voir Rivière du Loup.
La rivière du Loup Ouest est un affluent de la rive nord de la rivière du Loup, coulant dans les cantons de Marquette et de Baillairgé, dans le territoire non organisé de Lac-Ashuapmushuan, dans la municipalité régionale de comté (MRC) de Le Domaine-du-Roy, au Saguenay-Lac-Saint-Jean, au Québec, au Canada.
Ce cours d'eau fait partie du bassin versant de la rivière Saint-Maurice laquelle se déverse à Trois-Rivières sur la rive nord du fleuve Saint-Laurent.
L’activité économique du bassin versant de la « rivière du Loup Ouest » est la foresterie. Le cours de la rivière coule entièrement en zones forestières. La surface de la rivière est généralement gelée du début de décembre jusqu’au début d’avril.

## Géographie
La rivière du Loup Ouest prend sa source à l’embouchure du lac Cazavet (longueur : 491 km ; altitude : 0,4 m). Ce lac est situé à 2,6 km à l'ouest du lac Marquette, dans la réserve faunique Ashuapmushuan.
À partir de l’embouchure du lac Cazavet, la rivière du Loup Ouest coule sur 28,4 km, selon les segments suivants :

### Cours supérieur de la rivière du Loup Ouest
(segment de 12,0 km)
- 2,3 km vers le sud dans la réserve faunique Ashuapmushuan, en traversant le lac de l'Étoile (altitude : 478 km) sur 0,6 km, jusqu’à la décharge des lacs Grenet et du Cramois (venant du nord-ouest) ;
- 3,2 km vers le sud, jusqu’à la rive nord du lac du Thym ;
- 0,9 km vers le sud-est en traversant le lac du Thym (altitude : 438 km), jusqu’à son embouchure ;
- 0,9 km vers le sud-est jusqu’à la rive ouest du lac Diode ;
- 0,9 km vers le sud en traversant le lac Diode (altitude : 429 km) jusqu’à son embouchure ;
- 2,3 km vers le sud en formant une courbe vers l’est, en traversant le lac Cathode (altitude : 429 km) sur 0,4 km et le lac Reisnay (altitude : 427 km) sur 1,1 km, jusqu’à l’embouchure de ce dernier où est situé un pont routier ;

### Cours inférieur de la rivière du Loup Ouest
(segment de 16,4 km)
- 2,3 km vers le sud, puis vers le nord-est, en traversant lac Maxwell (altitude : 426 km) sur 1,5 km, jusqu’à l’embouchure de ce dernier ;
- 2,3 km vers le sud, puis vers le nord-est, en traversant notamment le lac Lyede (altitude : 426 km) sur 0,9 km et le lac Lenz (altitude : 426 km) sur 0,9 km, jusqu’à l’embouchure de ce dernier ;
- 0,6 km vers le sud-ouest, jusqu’à la limite du canton de Baillairgé ;
- 2,9 km vers le sud-ouest, en traversant notamment le lac Mersant (altitude : 420 km) sur 1,5 km, jusqu’à l’embouchure de ce dernier ;
- 1,4 km vers le sud, jusqu’au ruisseau Oersted (venant du nord-ouest) ;
- 6,9 km (ou 4,4 km en ligne directe) vers le sud, en serpentant jusqu’à confluence de la rivière[2].

La rivière du Loup Ouest se déverse dans le canton de Baillairgé dans un coude de rivière sur la rive nord de la rivière du Loup, un affluent de la rivière Wabano, laquelle se déverse à son tour sur la rive est de la rivière Saint-Maurice. La confluence de la rivière du Loup Ouest est située à :
- 41,9 km au nord-est du barrage Gouin ;
- 92,5 km au nord du centre du village de Weymontachie ;
- 169 km au nord-ouest du centre-ville de La Tuque.

## Toponymie
Le toponyme rivière du Loup Ouest a été officialisé le 5 décembre 1968 à la Commission de toponymie du Québec.